# Накорінниця червона
Накорінниця червона (Phelypaea coccinea) — вид рослин родини вовчкових (Orobanchaceae), поширений у південно-східній Європі та західній Азії.

## Опис
Стебло 10–50 см, залозисто запушене. Чашечка нерівномірна 5-клинна або 5-зубчаста, невиразно залозисто запушена, фіолетова; зубці загострені. Віночок 2.5–4 см. Багаторічна трав'яна безхлорофільна паразитна (на коренях Centaurea) рослина з редукованим до ланцетних лусок листям і яскраво-червоним (рідко жовтим) віночком. Плід — яйцеподібна коробочка.
Цвіте у травні — липні, плодоносить у червні — липні.

## Поширення
Поширений у Греції, Криму, північному Кавказі, Закавказзі, Туреччині, північно-західному Ірані, Іраку, Лівані, Сирії.
В Україні зростає на узліссях та остепнених кам'янистих схилах від нижнього до верхнього гірських поясів, включаючи яйлу — гірський Крим.

## Загрози й охорона
Загрози невідомі, можливо, специфіка біології розвитку.
Занесений до Червоної книги Україні в статусі «Зникаючий». Охороняють в Кримському та Ялтинському гірсько-лісовому ПЗ.